# Saint-Jean-de-la-Ruelle
Saint-Jean-de-la-Ruelle – miejscowość i gmina we Francji, w Regionie Centralnym, w departamencie Loiret. 
Według danych na rok 1990 gminę zamieszkiwało 16 335 osób, a gęstość zaludnienia wynosiła 2678 osób/km² (wśród 1842 gmin Regionu Centralnego Saint-Jean-de-la-Ruelle plasuje się na 18. miejscu pod względem liczby ludności, natomiast pod względem powierzchni na miejscu 1322.).
Miastem i gminą partnerską są podkrakowskie Niepołomice.

## Współpraca
- Amposta, Hiszpania
- Gommern, Niemcy
- Niepołomice, Polska
- Niantjila, Mali